# Малян, Генрих Суренович
Генрик Суренович Малян (арм. Հենրիկ Սուրենի Մալյան; 30 сентября 1925, Телави — 14 марта 1988, Ереван) —  советский и армянский режиссёр театра и кино, сценарист, театральный педагог. Народный артист СССР (1982).

## Биография
Родился 30 сентября 1925 года в Телави (Грузия).
С 1942 по 1945 год работал чертёжником, учеником конструктора на заводе имени Г. Димитрова в Тбилиси.
В 1951 году окончил режиссёрский факультет Ереванского художественно-театрального института, в 1953 — Высшие режиссёрские курсы при Государственном институте театрального искусства им. А. В. Луначарского (ГИТИС).
В 1951—1954 годах работал режиссёром в различных театрах Армянской ССР и на телевидении.
С 1954 года — режиссёр киностудии «Арменфильм».
В 1980 году при киностудии «Арменфильм» основал и был первым художественным руководителем Театра-студии киноактёра (в настоящее время — Ереванский Театр-студия киноактёра им. Г. Маляна). Первой была его постановка «Поучительные сказочки моей родины» по рассказу У. Сарояна.

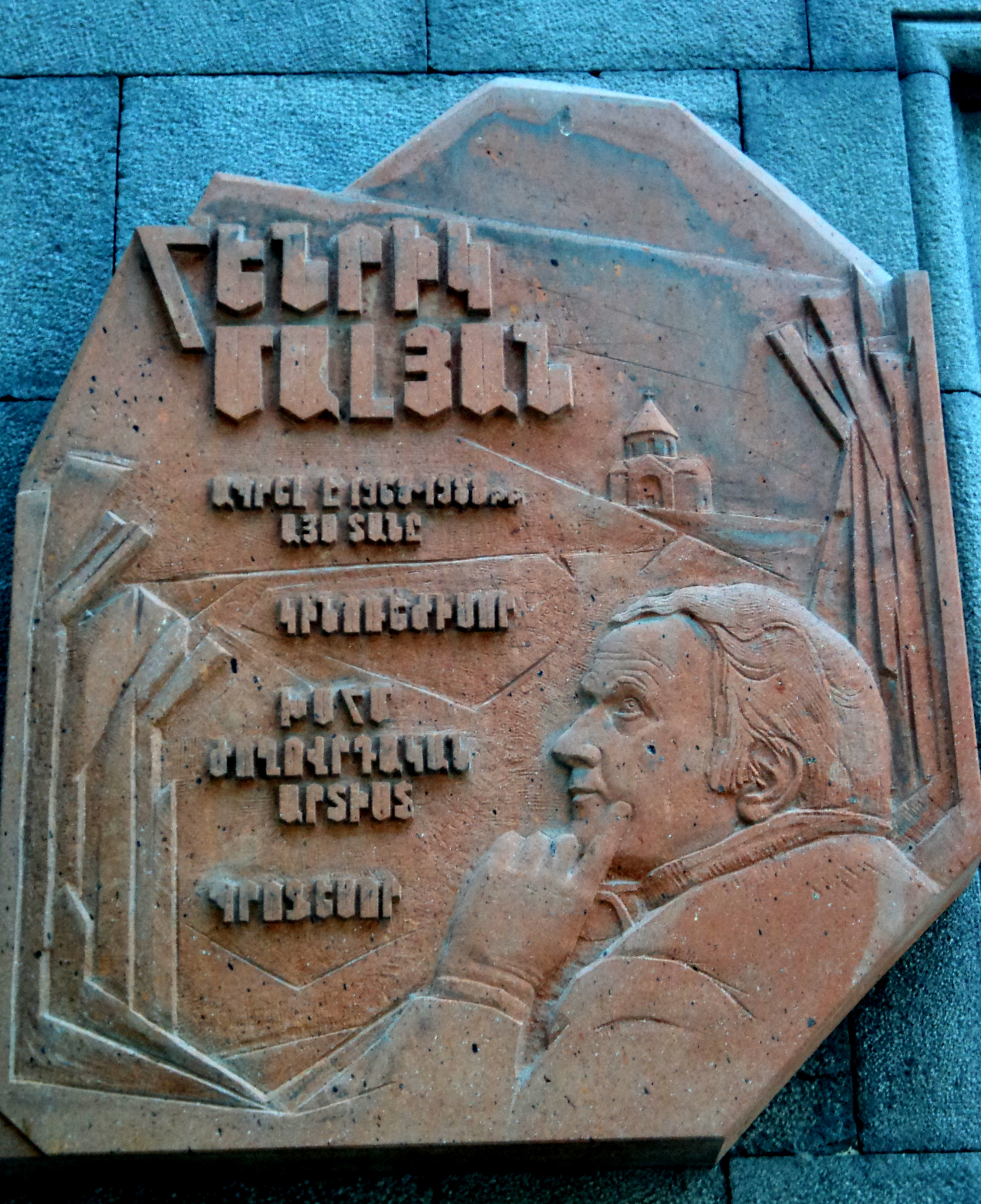
Мемориальная доска на д. 54 по проспекту Месропа Маштоца

Преподавал в Ереванском художественно-театральном институте (с 1982 — профессор).
Скончался Генрик Малян 14 марта 1988 года в Ереване. Похоронен на Тохмахском кладбище.

### Семья
- Мать — Вартуш Иосифовна Эпитянц
- Отец — Сурен Мелкумович Малян, директор Тифлисской филармонии
- Сестра — Эмма Суреновна Малян
- Дядя — Давид Мелкумович Малян (1904—1976), актёр, режиссёр. Народный артист СССР (1974).
- Жена — Асмик Мелконян, монтажер киностудии «Арменфильм»
- Дочь — Нарина Малян, директор Театра-студии киноактёра им. Г. Маляна в Ереване

## Награды и звания
- Заслуженный деятель искусств Армянской ССР (1967)
- Народный артист Армянской ССР (1977)
- Народный артист СССР (1982)
- Государственная премия Армянской ССР (1975)
- Орден «Знак Почёта» (1971)
- ВКФ в Ленинграде (Вторая премия, фильм «Треугольник», 1968)
- КФ республик Закавказья и Украины (Главный приз «Прометей», Диплом I степени, фильм «Треугольник», 1968)
- МКФ авторского фильма в Сан-Ремо (Особое упоминание жюри, фильм «Мы и наши горы», 1976, Италия)
- МКФ в Каннах (участие в конкурсе «Особый взгляд», фильм «Наапет», 1978)
- ВКФ в Ереване (Главный приз, фильм «Наапет», 1978)
- ВКФ в Вильнюсе (Приз за лучшую режиссуру, фильм «Пощёчина», 1981)[3].

## Фильмография

### Режиссёр
1. 1960 — Парни музкоманды (совместно с Г. Маркаряном)
2. 1963 — Путь на арену (совместно с Л. Исаакяном)
3. 1964 — Мнимый доносчик (новелла в киноальманахе «Мсье Жак и другие»)
4. 1967 — Треугольник (совместно с Н. Алтунян)
5. 1969 — Мы и наши горы
6. 1972 — Айрик
7. 1977 — Наапет
8. 1980 — Пощёчина
9. 1982 — Капля мёда (телефильм).

### Сценарист
1. 1977 — Наапет
2. 1979 — Бессмертие (документальный)
3. 1980 — Звезды нашего двора (новелла в киноальманахе «Все возрасты покорны»)
4. 1980 — Пощёчина (совместно с С. Алджаджяном)
5. 1982 — Капля мёда
6. 1982 — Гикор
7. 1985 — Белые грёзы (совместно с С. Алджаджяном)
8. 1987 — Изобилие (документальный)
9. 1990 — Тоска (совместно с Р. Овсепяном).

### Художественный руководитель
1. 1982 — Гикор.